# Saururaceae

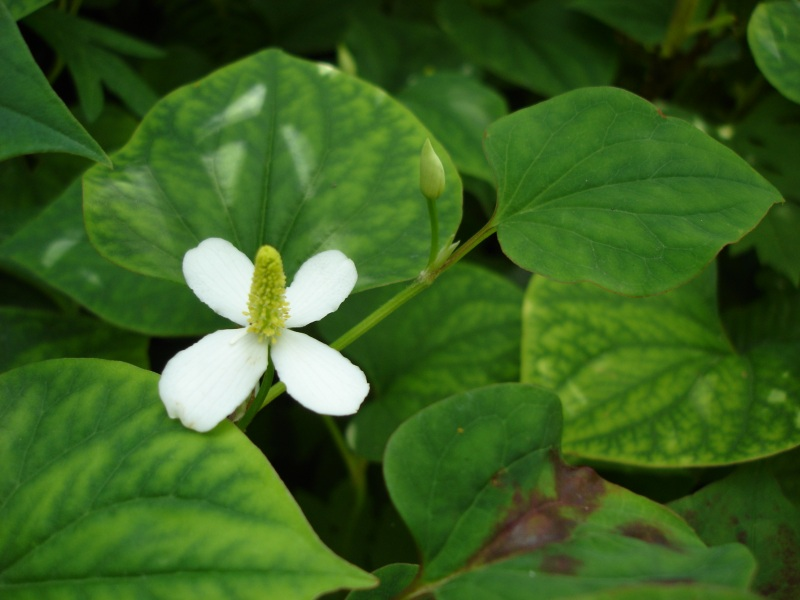
Houttuynia cordata, folhas e inflorescência, com quatro brácteas brancas e muitas flores sem perianto.

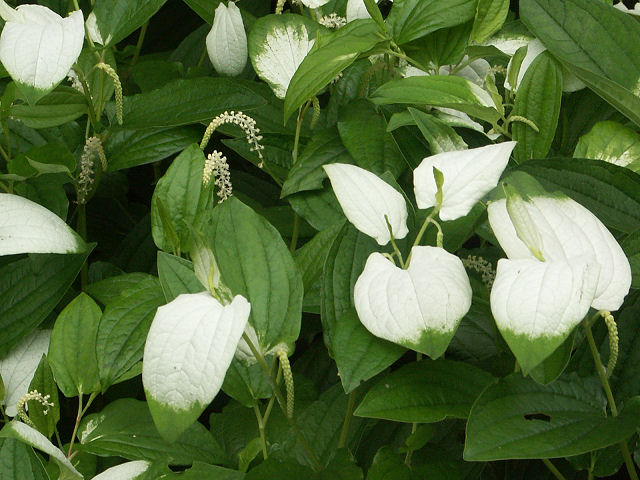
Saururus chinensis.

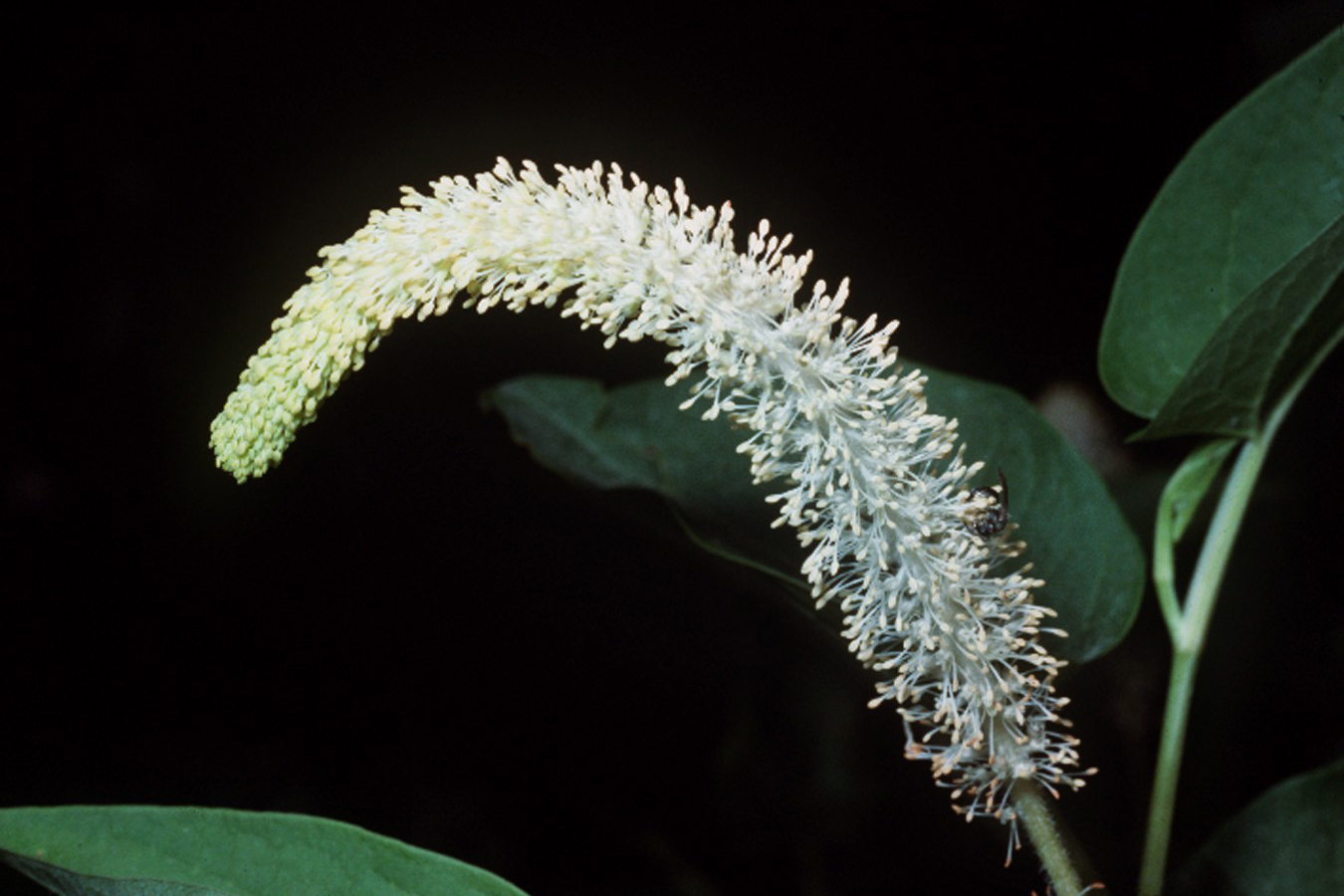
Inflorescência de Saururus cernuus.

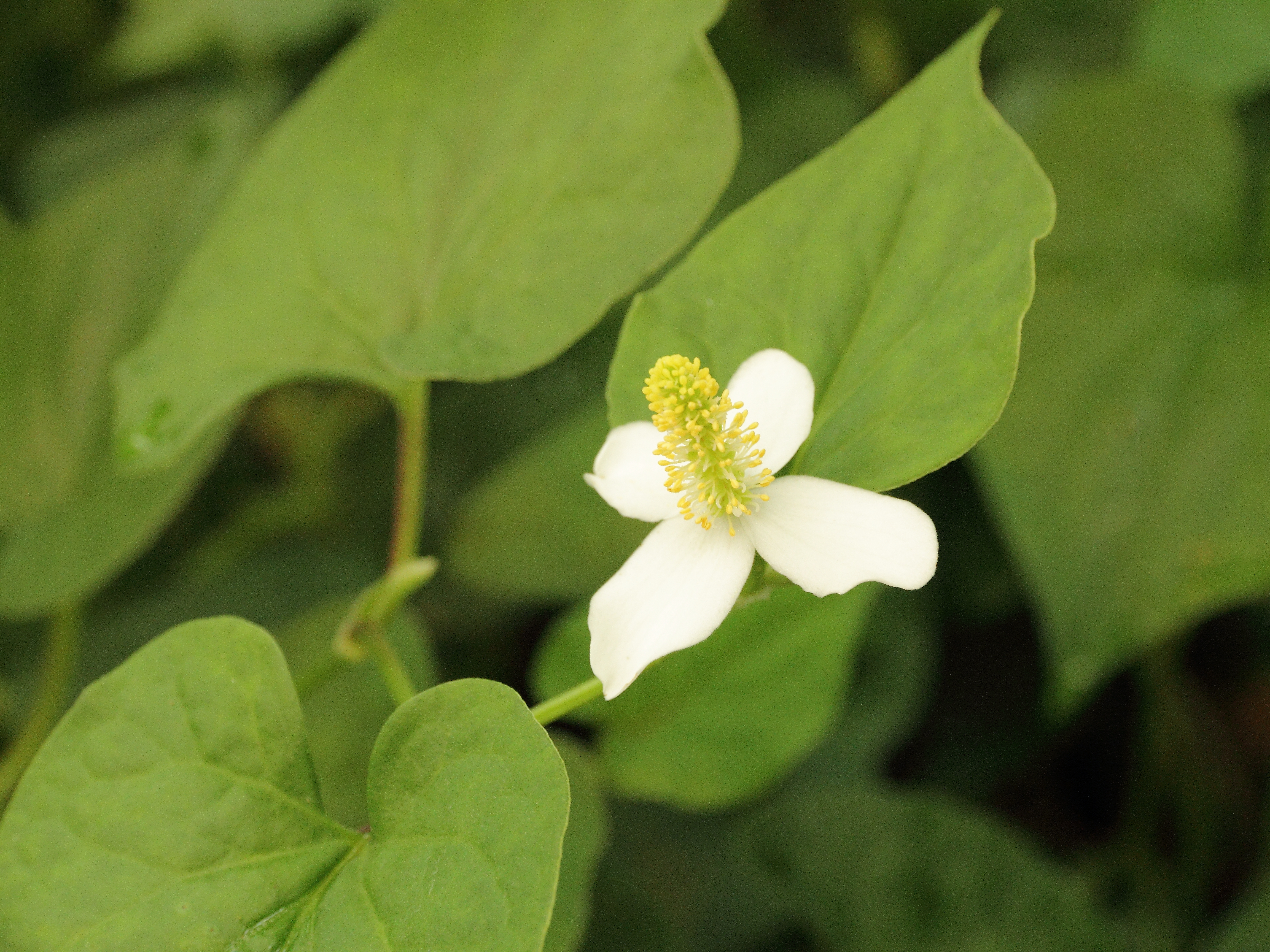
Folhagem de Houttuynia cordata.

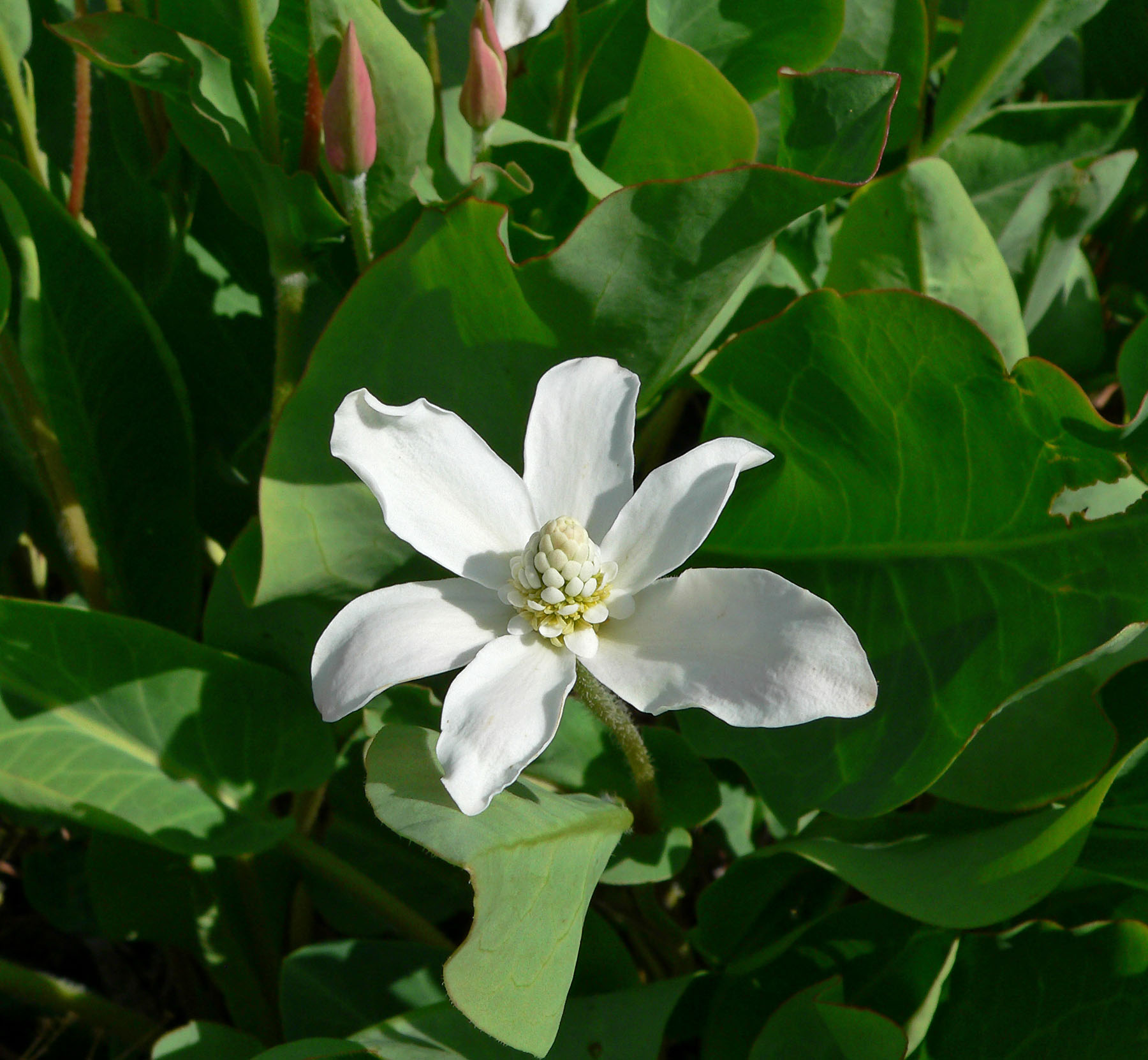
Inflorescência com brácteas conspícuas de Anemopsis californica.

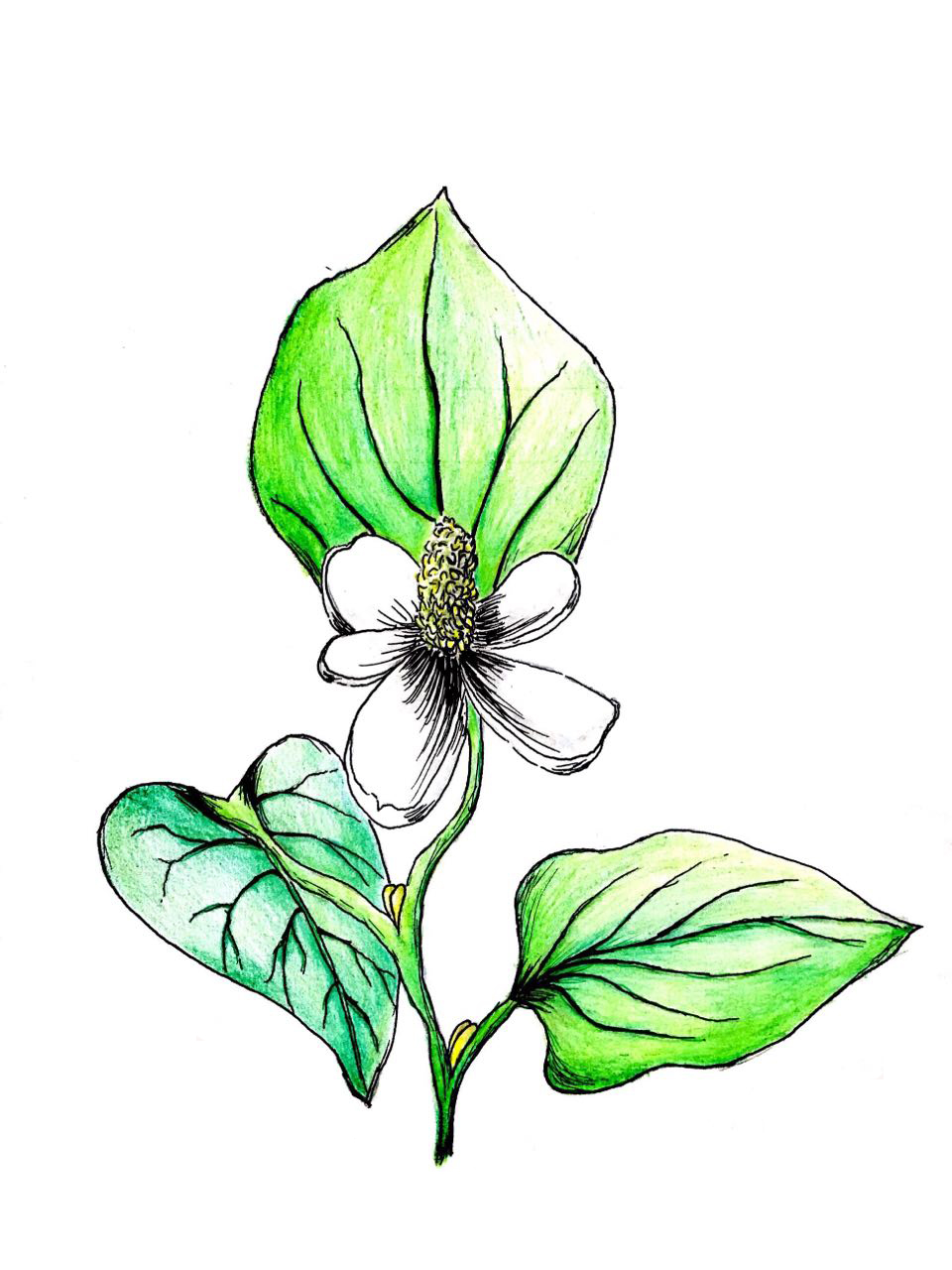
Ilustração de Houttuynia cordata. As saururáceas são ervas que possuem inflorescências espigadas e flores pequenas sem perianto.

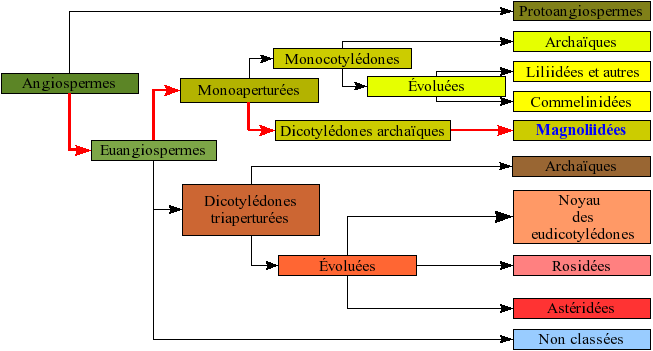
Classificação filogenética da família (APG IV).

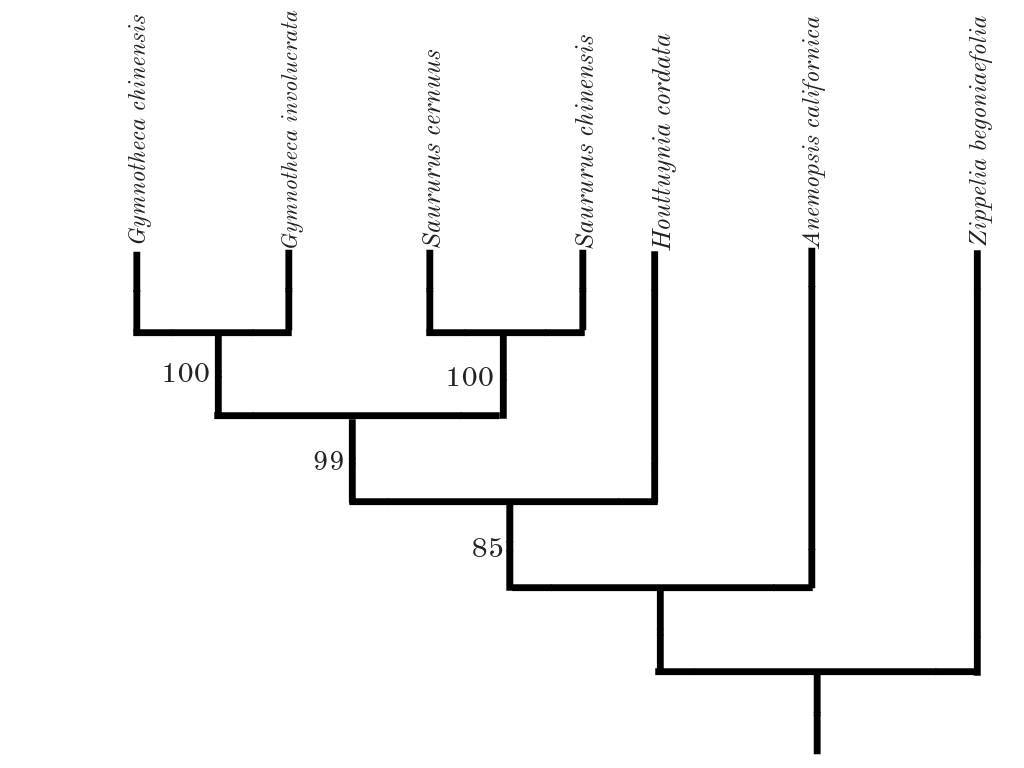
Árvore filogenética mais parcimoniosa das Saururaceae a partir de dados genómicos

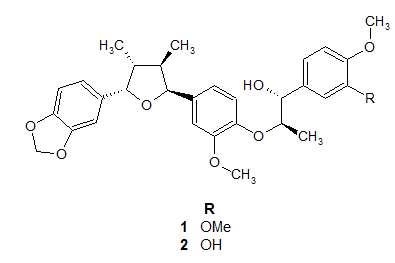
Lignanos de Saururus chinensis: 1. saucerneol D 2. saucerneol E.

Saururaceae é uma família de plantas com flor da ordem Piperales, que agrupa quatro géneros e sete espécies de plantas herbáceas maioritariamente nativas do leste e do sul da Ásia e da América do Norte. A família foi reconhecida pela maioria dos taxonomistas constando do sistema APG IV (2016, inalterado em relação ao sistema APG III de 2009, ao sistema APG II de 2003 e ao sistema APG de 1998) que a coloca na ordem Piperales no clado das magnoliídeas.

## Descrição
A família Saururaceae é pequena, composta por apenas quatro géneros e sete espécies, cuja relativa importância económica deriva de algumas das espécies serem usadas como plantas ornamentais e do cultivo de Houttuynia para produção de especiarias e de óleos essenciais, os quais são secretados pelos numerosos idioblastos que estas plantas apresentam nas suas folhas e caules. São caracterizadas pelas suas folhas, em geral, aromáticas e pelas inflorescências em espiga ou cacho de flores bissexuais sem perianto.

### Morfologia
A família das saururáceas, também conhecida como família da cauda-de-lagarto (referência à inflorescência em forma de cauda de Saururus cernuus), é constituída por plantas herbáceas, bienais a persistentes, com caules perenes articulados com tubos crivosos dotados de plastídeos do tipo S. Formam rizomas como órgãos de sobrevivência ou estolhos. Como características distintivas apresentam uma bráctea em espiga ou cacho (racemo), flores sem perianto, um ovário solitário com muitos óvulos (1 a 10) e frutos do tipo cápsula, isto é, seus frutos secos e deiscentes, compostos por mais de um carpelo.
As folhas são simples, alternas, distribuídas em espiral ou bipinadas no caule, com clara distinção entre o pecíolo e a lâmina foliar, sendo esta muito carnuda e aromática, apresentando base larga. As lâminas são simples, geralmente alongadas ou ovais, em  forma de coração (cordadas) ou arredondadas na base. Não apresentam nervuras paralelas, sendo venação palmada (mais de uma nervura principal que nasce da base foliar junto à inserção do pecíolo, radiando em direção às margens). Os estomas são ciclocíticos. As estípulas estão presentes e estão geralmente fundidas com os pecíolos na superfície adaxial.
As flores ocorrem em inflorescências terminais, do tipo racemo ou espiga. As pequenas flores são radialmente simétricas. As pétalas estão ausentes pelo que os polinizadores são frequentemente atraídos pelas brácteas. São plantas hermafroditas, isto é, as flores são bissexuais (apresentam tanto a estrutura reprodutiva feminina como a masculina). Sendo assim, as flores são pequenas, sem perianto, porém possuem, em geral, de três a quatro carpelos. Estas estão agrupadas em inflorescências espigadas com uma grande bráctea basal.
Quanto à estrutura masculina, estas plantas podem apresentar os seguintes estames: 3, 3 + 3, ou 4 + 4, os quais são separados entre si. Em alguns táxons, estes podem se encontrar aderentes à base do gineceu. Além disso, as anteras (porção terminal dos estames) são classificados, em relação à deiscência, como longitudinais.
Já em relação à estrutura feminina, o gineceu das saururáceas pode ser sincárpico (carpelos unidos entre si) ou apicalmente apocárpico, contendo um ovário súpero, com três a cinco carpelos e um único lóculo (câmara ou cavidade do ovário).
Os óvulos dessa família, bem como os da maioria das angiospermas, apresentam duas camadas de tegumento (bitegumentados), podendo ser classificados em ortótropos (não apresentam nenhuma curvatura). A micrópila, a chalaza, o megaprotalo e o funículo inserem-se no mesmo eixo. Nalguns casos os óvulos são anátropos (apresenta uma curvatura, fazendo com que a micrópila e o funículo se disponham bem próximos). Os frutos das saururáceas são cápsulas deiscentes. As sementes contém como tecido de reserva, o perisperma, o é formado por resquícios do tecido nucelar do óvulo.
Quanto ao tipo de placentação, o grupo apresenta, no geral, placentação parietal (marginal em Saururus). Neste caso, os óvulos apresentam-se aderentes à parede do ovário num gineceu sincárpico.
O fruto é mais ou menos carnudo, tipo fole ou cápsula. As plantas do género Saururus formam frutos agregados. As sementes contêm endosperma esparso e abundante perisperma amiláceo. O embrião é rudimentar e minúsculo na maturidade da semente.

### Fitoquímica
Apresentam uma fitoquímica complexa, com riqueza relativa em lignanos, flavonoides, leucocianidinas e óleos essenciais.
Entre os constituintes comuns a todas as espécies contam-se a cianidina e os flavonoides kaempferol e quercetina. Contêm óleos essenciais e acumulam oxalato de cálcio em cristais.

### Características gerais da família
A família Saururaceae apresenta as seguintes características gerais:
- Plantas bianuais ou perenes, rizomatosas, frequentemente estoloníferas, aromáticas ou pungentes. Apresentam eleocistos em várias partes da planta, aromáticos, com óleos essenciais; glândulas frequentemente globulares.
- Folhas alternas, simples, espiraladas a quase disticuladas, glabras, pecioladas, inteiras, geralmente oblongas a ovadas, cordadas a arredondadas na base, pinatinervadas ou palmatinervadas, com estípulas intra-específicas, muito longas no género Houttuynia, involutas na vernação. Estomas anomocíticos a ciclocíticos.
- Caules articulados, com feixes colaterais liberoleínicos em 1-2 anéis. Nós 5- a multilacunado, com 5 ou mais traços foliares.
- Inflorescência terminal ou opositifoliada, densa, em espiga ou racemo, com brácteas, as inferiores por vezes alargadas e petalóides, a inflorescência assemelhando-se a uma única flor (em pseudanto).
- Flores pequenas, aclamídias, hipogínicas a epigínicas, simétricas bilateral ou dorsiventralmente, hermafroditas. Disco hipogínico ausente. Androceu de 3, 4, 6 ou 8 estames livres ou solitários na base do ovário, filantéreos, opostos aos carpelos, por vezes emparelhados, em 1 ou 2 verticilos (neste caso alternados), anteras grandes, basifixas, não versáteis, com 2 tecas introrsas (por vezes extrorsas ou latrorsas), cada teca bi-esporangiada, com deiscência por fendas longitudinais. Gineceu unilocular com 3-5 carpelos paracárpicos (semicárpicos em Saururus), suculentos ou semi-inférteis (inférteis, afundado na ráquis em Anemopsis), estiletes 3-4(-5), separados, estigmas 3-4(-5), decurrentes, secos, papilosos, óvulo ortotrópico a hemiantrópico, bitegmático, crassinucelado ou tenuinucelado, 6-10 por placentação parietal, (1-)2-4 em Saururus, com placentação laminar-lateral.
- Fruto em cápsula apicalmente deiscente (um esquizocarpo indeiscente, algo carnudo, monospérmico, em Saururus).
- Sementes com endosperma esparso e perisperma abundante, amiláceo, embrião muito pequeno.
- Pólen inaperturado, ou anasulcado, por vezes tricotomosulcado, navicular a esférico, pequeno, exina tectato-columelada a psilada.
- Número cromossómico 2n = 18, 22, 24, 44, 96.

### Ecologia e distribuição
As flores não têm néctar, mas são ligeiramente perfumadas e são visitadas por insectos, principalmente dípteros da família Syrphidae. A mancha branca nas folhas superiores parece atuar como um atrativo. A maioria das espécies prefere locais húmidos e sombrios nos bosques ou em habitats pantanosos.
A distribuição é holárctica, com espécies com distribuição natural nas zonas temperadas a tropicais no leste da Ásia, sul dos Estados Unidos e México. Na América do Sul, e em particular no Brasil, ocorrem algumas espécies na região Sudeste.

## Filogenia e classificação
Saururaceae é uma família de ervas perenes da ordem Piperales. A ordem Piperales, em conjunto com as ordens Canellales, Magnoliales e Laurales, foram o clado das magnoliídeas, as quais apresentam características similares às angiospermas basais. Esse clado é suportado por inferências baseadas em substituição de árvores, bem como mudanças no microestruturais no genoma cloroplastidial. Já ordem Piperales é formada pelas três famílias botânicas: Saururaceae, Piperaceae e Aristolochiaceae.

### Filogenia
As características basais do grupo fazem da família Saururaceae um grupo primitivo de angiospermas. No passado, foram consideradas, juntamente com as Piperaceae, diretamente derivadas das Magnoliales. No entanto, as inflorescências em forma de espiga, a ausência de perianto e a simetria floral bilateral distinguem-nas perfeitamente. O APW (Angiosperm Phylogeny Website) considera-a como fazendo parte da ordem Piperales, sendo o grupo irmão das Piperaceae.
Fundamentado nos números cromossómicos básicos de Saururus, Anemopsis e Houttuynia foi proposto que Anemopsis e Houttuynia seriam derivados de Saururus. Com base em análises cladísticas com caracteres morfológicos e ontogenéticos, pode-se inferir que Saururus foi o primeiro género a divergir do ancestral comum do grupo. Foi seguido na divergência pelos géneros Gymnotheca, com Houttuynia e Anemopsis como grupo irmão. O seguinte cladograma apresenta a estrutura filogenética interna da família Saururaceae:
|  | Saururus   |
|  |            |
|  | Gymnotheca |
|  |            |

|  | Anemopsis  |
|  |            |
|  | Houttuynia |
|  |            |

|  | Saururus   |
|  |            |
|  | Gymnotheca |
|  |            |

|  | Anemopsis  |
|  |            |
|  | Houttuynia |
|  |            |

Compatibilizando dados de vários aspectos (morfológicos, embriológicos, citológicos, entre outros), conclui-se que os ancestrais de Saururaceae podem ser divididos em duas linhagens: Gymnotheca–Anemopsis e Saururus–Houttuynia. Nas análises filogenéticas morfológicas, o ramo basal corresponde ao género Saururus, que apresenta os caracteres mais primitivos. No entanto, as análises moleculares recuperam dois clados irmãos, compostos por Saururus + Gymnotheca e Houttuynia + Anemopsis.

### Registo fóssil
Conhece-se o registo fóssil de pólen atribuído a esta família em sedimentos datados a partir de meados do Eoceno, mostrando grãos monossulcados (apenas uma abertura na sua exina) com cerca de 10 μm. Além disso, a partir do Eoceno e Plioceno também são conhecidos fósseis dos frutos e sementes desta família.
Datam também do Eoceno os fósseis de inflorescências de saururáceas atribuídos ao género Saururus. Estas inflorescências já apresentavam as características gerais do grupo: as flores não possuem perianto, são pequenas e delicadas (1 mm de diâmetro) e são dotadas de quatro carpelos.

### Taxonomia
Na sua presente circunscrição taxonómica a família inclui os seguintes géneros e espécies:
- Anemopsis Hook. & Arn., com apenas uma espécie:
  - Anemopsis californica (Nutt.) Hook. & Arn. (yerba mansa) — ocorre em locais húmidos, alcalinos e salinos e em pântanos costeiros a altitudes entre 0 e 2000 metros, desde o oeste e centro dos Estados Unidos até ao norte do México.[17]
- Gymnotheca Decne., com duas espécies:
  - Gymnotheca chinensis Decne.  — disseminada no norte do Vietname e na China. Nas províncias chinesas de Guangdong, Guangxi, Guizhou, Hubei, Hunan, Sichuan e Yunnan, prospera ao longo de riachos e em vales a altitudes de 100 a 2000 metros, ocorrendo principalmente acima dos 600 m.[18]
  - Gymnotheca involucrata S.J.Pei — ocorre nas bermas das estradas e em locais húmidos das florestas, a altitudes entre 700 e 1000 metros, no sul de Sichuan (China).[18]
- Houttuynia Thunb., com duas espécies:
  - Houttuynia cordata Thunberg  — o nome comum de planta-camaleão refere-se às folhas de cores diferentes de um único cultivar, entre muitos, mas o único vulgarmente utilizado na Europa. É comum no Japão, na Coreia, em Taiwan, na China, em Java, na Indochina e nos Himalaias.[17] É cultivada como uma importante hortaliça no leste da Ásia (China, Vietname e Japão) e como planta produtora de especiarias, existindo numerosas variedades.
  - Houttuynia emeiensis Z.Y.Zhu & S.L.Zhang  — Ásia.
- Saururus L.), com apenas duas espécies extantes e algumas fósseis:
  - Saururus cernuus L.  — Esta planta dos pântanos é nativa do leste da América do Norte, do Canadá ao México.[17] No norte de Itália é uma neófita.
  - Saururus chinensis (Lour.) Baill. — distribui-se desde a Índia, Coreia, Vietname, China, Taiwan, Japão (incluindo as Ilhas Ryūkyū) até às Filipinas.[17]
  - †Saururus tuckerae - Eoceno Médio
  - †Saururus aquilae - Cretáceo Superior (Campaniano)[19]
  - †Saururus stoobensis - Mioceno[19]

Os géneros reconhecidos podem ser separados pela seguinte chave:
- Gineceu semicárpico, com 4 carpelos livres apicalmente. Fruto em esquizocarpo indeiscente, algo carnudo e monospérmico.

— Saururus L., 1753. Ásia Oriental, leste dos Estados Unidos.
- Gineceu paracárpico, (3-)4(-5) carpelos, unilocular. Fruto em cápsula apicalmente deiscente.

Estames (5-)6(-7), mais curtos que os estilos. Carpelos 4 (com 4 estilos e 4 placentas). Pecíolo tão longo ou mais longo que a lâmina foliar.
— Gymnotheca Decne., 1845. China e Vietname.
Estames 3(-4) ou 6(-8), mais longos que os estilos. Carpelos 3(-4) (com 3(-4) estilos e placentas). Pecíolo mais curto que a lâmina foliar.
Folhas caulinares, palmadas e estreitas. Estames 3(-4). Ovário normal.
— Houttuynia Thunb., 1783. Ásia Oriental e Sudeste Asiático.
Folhas maioritariamente basais, uma no escapo, pinatinérveas. Estames 6(-8). Ovário afundado na ráquis.
— Anemopsis Hook. & Arn., 1840. Oeste da América do Norte.

## Usos
Várias espécies são utilizadas na farmacopeia tradicional da Ásia Oriental, por exemplo, Saururus chinensis e Houttuynia cordata. O rizoma desta última é consumido como um vegetal. Os géneros Saururus e Houttuynia têm alguma aceitação como plantas ornamentais.
Os frutos, folhas e partes subterrâneas da espécie Houttuynia cordata podem ser comidos e os seus efeitos medicinais têm sido estudados. Um produto de hervanária preparado a partir das folhas de H. cordata (conhecido em japonês por segiun ou nova energia em fluxo) alivia o inchaço.
As espécies Saururus cernuus e Saurus chinensis são usados como planta de aquário.

## Domínios e estados de ocorrência no Brasil

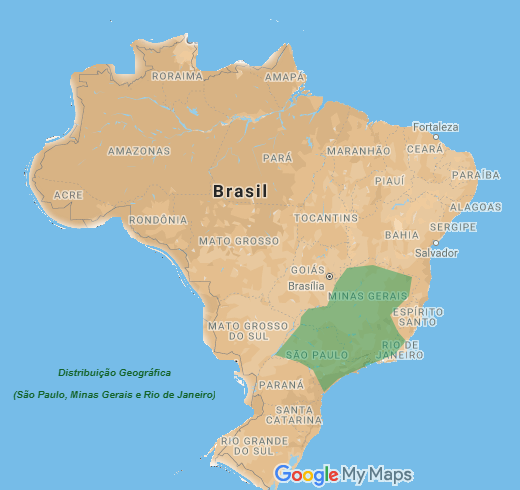
Distribuição geográfica das Saururaceae no Brasil. Estão localizadas, principalmente, na região Sudeste.

A família Saururaceae detém o domínio fitogeográfico principal como a Mata Atlântica, com tipo de vegetação antrópica (área ambiental que sofreu alguma alteração).
Possuem ocorrências confirmadas em grande parte da região sudeste brasileira. Distribuídas mais especificamente nos estados: São Paulo, Minas Gerais e Rio de Janeiro. Contudo, não são endêmicas do Brasil, podendo ser encontradas também na América do Norte e da Ásia oriental, locais onde essa família é nativa.

### Lista de espécies brasileiras
No Brasil, são encontradas quatro das seis espécies registradas para a família. São elas:
- Houttuynia cordata Thunb.
- Houttuynia emeiensis Z.Y.Zhu & S.L.Zhang.
- Houttuynia foetida Loudon.
- Polypara cochinchinensis Lour. (= Houttuynia cordata)